# Time Further Out
Time Further Out je studiové album amerického jazzového klavíristy Dave Brubecka, vydané se souborem The Dave Brubeck Quartet v roce 1961. Jeho producentem byl Teo Macero a vyšlo u Columbia Records.

## Seznam skladeb
Autorem všech skladeb je Dave Brubeck.
| Pořadí         | Název                      | Délka |
| -------------- | -------------------------- | ----- |
| 1.             | It's a Raggy Waltz         | 5:12  |
| 2.             | Bluette                    | 5:21  |
| 3.             | Charles Matthew Hallelujah | 2:52  |
| 4.             | Far More Blue              | 4:38  |
| 5.             | Far More Drums             | 4:00  |
| 6.             | Maori Blues                | 3:54  |
| 7.             | Unsquare Dance             | 2:00  |
| 8.             | Bru's Boogie Woogie        | 2:28  |
| 9.             | Blue Shadows in the Street | 6:35  |
| Celková délka: | Celková délka:             | 37:02 |

## Obsazení
- Dave Brubeck – klavír
- Paul Desmond – altsaxofon
- Eugene Wright – kontrabas
- Joe Morello – bicí